# 萨帕特格拉姆
萨帕特格拉姆（Sapatgram），是印度阿萨姆邦Dhubri县的一个城镇。总人口12046（2001年）。

## 人口
该地2001年总人口12046人，其中男性6141人，女性5905人；0—6岁人口1153人，其中男612人，女541人；识字率77.03%，其中男性为81.88%，女性为71.99%。